# 约瑟普·塔卡奇
约瑟普·塔卡奇（羅馬化：Josip Takač，1919年9月14日—1991年6月30日），塞尔维亚男子足球运动员，场上位置是中场。他曾入选1948年夏季奥林匹克运动会南斯拉夫男子足球队名单，但并未上场参赛。